# カマルゴ・グアルニエリ

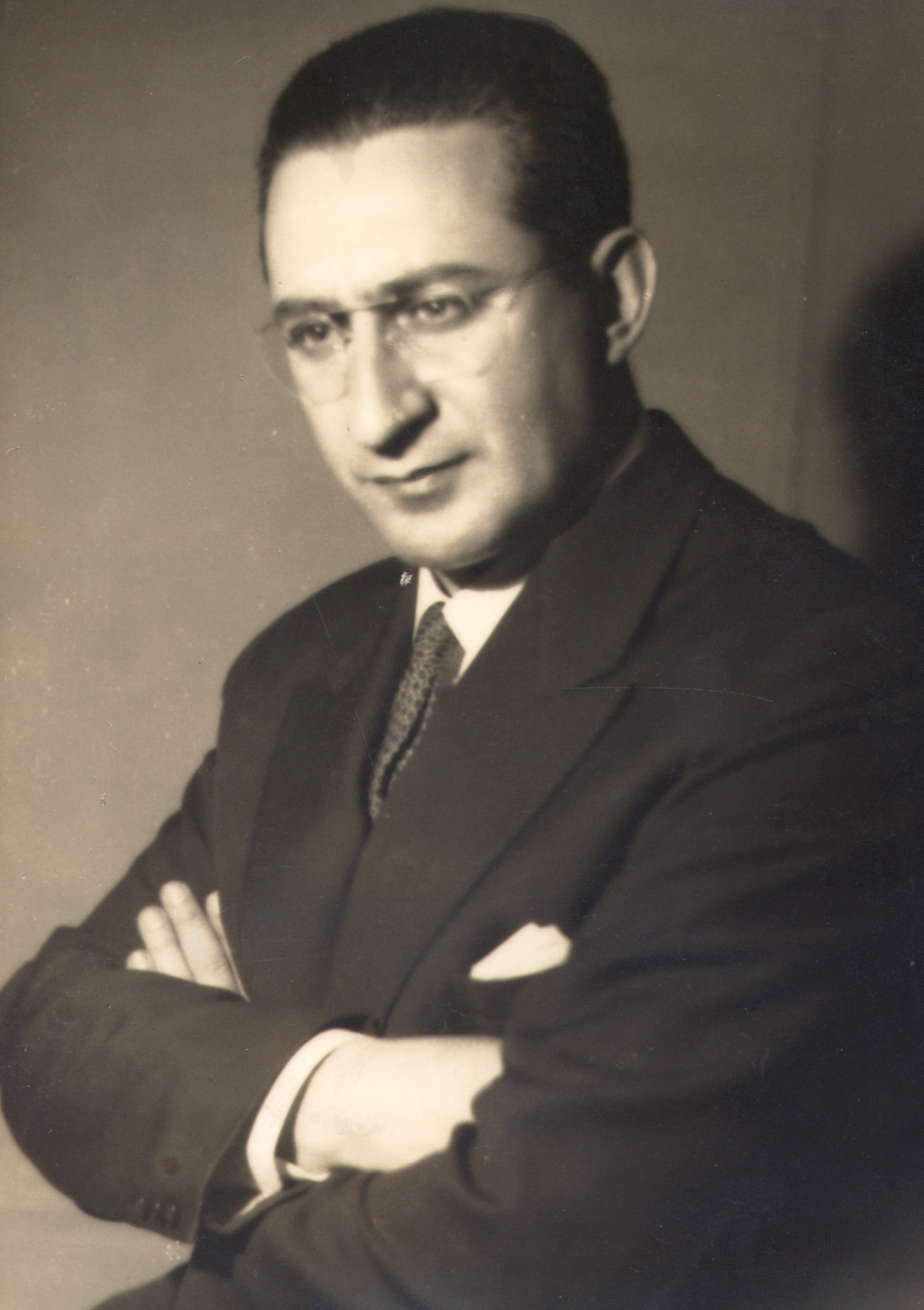
カマルゴ・グアルニエリ

モザルト・カマルゴ・グアルニエリ（Mozart Camargo Guarnieri,1907年2月1日  - 1993年1月13日）は、ブラジルの作曲家。
サンパウロ音楽院で作曲とピアノを学び、パリでシャルル・ケクランに師事。彼の作品は1940年代のアメリカでいくつかの重要な賞を受賞し、ニューヨーク、ボストン、ロサンゼルス、シカゴで指揮をする機会を得た。ブラジル国民楽派の確立に貢献し、サンパウロ交響楽団の指揮者、ブラジル音楽アカデミーのメンバー、サンパウロ音楽院の教授を歴任し、作曲と指揮を教えた。作品には交響曲、協奏曲、カンタータ、オペラ、室内楽、多くのピアノ曲、50以上の歌曲がある。
ファーストネームのMozartは大仰だとして自身の名をM. Camargo Guarnieriと記すことが多かった。他の兄弟にはロッシーニ（綴りはRossine）、ヴェルディ（Verdi）と名づけられた者もいる。

## 文献
- Silva, Flávio. Camargo Guarnieri: o tempo e a música. Rio de Janeiro: Ministério da Cultura, FUNARTE; São Paulo, SP: Imprensa Oficial SP, 2001 ISBN 8575070096.
- Verhaalen, Marion. Camargo Guarnieri, Brazilian Composer: A Study of his Creative Life and Works, with a preface by José Maria Neves. With CD recording. Bloomington: Indiana University Press, 2005. ISBN 0253344751.